# Monmouth Beach
Monmouth Beach és una població dels Estats Units a l'estat de Nova Jersey. Segons el cens del 2007 tenia 3.582 habitants.

## Demografia
Segons el cens del 2000, Monmouth Beach tenia 3.595 habitants, 1.633 habitatges, i 976 famílies. La densitat de població era de 1.297,2 habitants/km².
Dels 1.633 habitatges en un 23,3% hi vivien nens de menys de 18 anys, en un 49,7% hi vivien parelles casades, en un 7,5% dones solteres, i en un 40,2% no eren unitats familiars. En el 35,2% dels habitatges hi vivien persones soles el 13,5% de les quals corresponia a persones de 65 anys o més que vivien soles. El nombre mitjà de persones vivint en cada habitatge era de 2,2 i el nombre mitjà de persones que vivien en cada família era de 2,89.
Per edats la població es repartia de la següent manera: un 20,3% tenia menys de 18 anys, un 3,5% entre 18 i 24, un 27% entre 25 i 44, un 28,9% de 45 a 60 i un 20,4% 65 anys o més.
L'edat mediana era de 45 anys. Per cada 100 dones de 18 o més anys hi havia 84,8 homes.
La renda mediana per habitatge era de 80.484 $ i la renda mediana per família de 93.401 $. Els homes tenien una renda mediana de 65.060 $ mentre que les dones 45.208 $. La renda per capita de la població era de 52.862 $. Aproximadament l'1,4% de les famílies i l'1,9% de la població estaven per davall del llindar de pobresa.

## Poblacions més properes
El següent diagrama mostra les poblacions més properes.